# Стрибки у воду на Чемпіонаті Європи з водних видів спорту 2022 — трамплін, 1 метр (чоловіки)
Змагання зі стрибків у воду з метрового трампіліна серед чоловіків на Чемпіонаті Європи з водних видів спорту 2022 відбулись 18 серпня.

## Результати[2][3]
| Місце | Спортсменка         | Країна          | Попередні змагання | Попередні змагання | Фінал              | Фінал              |
| Місце | Спортсменка         | Країна          | Бали               | Місце              | Бали               | Місце              |
| ----- | ------------------- | --------------- | ------------------ | ------------------ | ------------------ | ------------------ |
| 1     | Джек Лафер          | Велика Британія | 365.30             | 2                  | 413.40             | 1                  |
| 2     | Лоренцо Марсалья    | Італія          | 370.55             | 1                  | 396.25             | 2                  |
| 3     | Джованні Точчі      | Італія          | 355.75             | 4                  | 386.20             | 3                  |
| 4     | Моріц Весеманн      | Німеччина       | 328.90             | 7                  | 379.00             | 4                  |
| 5     | Джордан Гаулден     | Велика Британія | 337.95             | 5                  | 372.05             | 5                  |
| 6     | Жуль Бує            | Франція         | 337.65             | 6                  | 365.60             | 6                  |
| 7     | Станіслав Оліферчик | Україна         | 327.85             | 8                  | 343.20             | 7                  |
| 8     | Тімо Бартель        | Німеччина       | 363.00             | 3                  | 340.70             | 8                  |
| 9     | Ґійом Дютуа         | Швейцарія       | 326.90             | 9                  | 338.60             | 9                  |
| 10    | Данило Коновалов    | Україна         | 314.80             | 12                 | 332.80             | 10                 |
| 111   | Альберто Аревало    | Іспанія         | 323.40             | 10                 | 305.05             | 11                 |
| 12    | Гвендаль Бісч       | Франція         | 317.35             | 11                 | 295.95             | 12                 |
| 13    | Еліас Петерсен      | Швеція          | 309.80             | 13                 | Завершили змагання | Завершили змагання |
| 14    | Теофілос Афтінос    | Греція          | 301.60             | 14                 | Завершили змагання | Завершили змагання |
| 15    | Даріуш Лофті        | Австрія         | 300.30             | 15                 | Завершили змагання | Завершили змагання |
| 16    | Йонатон Суков       | Швейцарія       | 298.20             | 16                 | Завершили змагання | Завершили змагання |
| 17    | Анджей Решутек      | Польща          | 297.35             | 17                 | Завершили змагання | Завершили змагання |
| 18    | Давід Екдаль        | Швеція          | 279.85             | 18                 | Завершили змагання | Завершили змагання |
| 19    | Торніке Онікашвілі  | Грузія          | 276.15             | 19                 | Завершили змагання | Завершили змагання |
| 20    | Дімітар Ісаєв       | Болгарія        | 250.75             | 20                 | Завершили змагання | Завершили змагання |
| 21    | Роберт Лукашєвич    | Польща          | 226.65             | 21                 | Завершили змагання | Завершили змагання |
| 22    | Александр Гарт      | Австрія         | 223.85             | 22                 | Завершили змагання | Завершили змагання |
| 23    | Юго Юнтілла         | Фінляндія       | 211.00             | 23                 | Завершили змагання | Завершили змагання |
|       | Іраклі Саканделідзе | Грузія          | DNF                | DNF                | Завершили змагання | Завершили змагання |